# Irenella
Irenella es un género de plantas fanerógamas perteneciente a la familia Amaranthaceae. Su especie: Irenella chrysotricha, es originaria de Ecuador donde se encuentra hábitat costeros en las provincias de Esmeraldas, Guayas, Los Ríos y Manabí.

## Taxonomía
Irenella chrysotricha fue descrita por  Karl Suessenguth y publicado en Repertorium Specierum Novarum Regni Vegetabilis 35: 318. 1934.